# Friedrich Rückert (Maler)
Friedrich Rückert, auch Rückhardt oder Rückart (* August 1832 in Hamburg; † November 1893 in Treptow), war ein deutscher Landschafts- und Tiermaler.

## Leben
Friedrich Rückert war in Hamburg Schüler von Friedrich Heimerdinger und studierte in den Jahren 1850 und 1852 an der Kunstakademie Düsseldorf in der Landschafterklasse von Johann Wilhelm Schirmer. In seiner Geburtsstadt gehörte er zu den Mitgliedern des Hamburger Künstlervereins von 1832.